# Mahir Polat (Politiker)
Mahir Polat (* 5. März 1975 in Gaziantep) ist ein türkischer Politiker und Bürokrat. Seit dem 24. Juni 2018 ist er als Abgeordneter der CHP für Izmir in der 27. und 28. Legislaturperiode Mitglied der Großen Nationalversammlung der Türkei. Er ist Mitglied des hohen Rates der Republikanischen Volkspartei und der parlamentarischen Umweltkommission.

## Sein Leben
Er wurde 1975 als Sohn von Hasan Polat und Fatma Polat in Gaziantep geboren. Seine Grundschulausbildung schloss er in Bayburt ab und seine weiterführende Schule und sein Gymnasium im Bezirk Dursunbey in Balıkesir. Nach seinem Abschluss an der Trakya-Universität, Fakultät für Zollmanagement, im Jahr 1995 ließ er sich in Izmir nieder.
Er schloss sein Masterstudium in internationaler Politischer Ökonomie am Institut für Sozialwissenschaften der Izmir Katip Celebi Universität ab.  Er verfasste seine Masterarbeit über die sozioökonomischen Auswirkungen der Zusammenarbeit zwischen Genossenschaften und Kommunalverwaltungen. Darüber hinaus beschäftigte er sich mit politischen und energiepolitischen Fragestellungen im Zusammenhang mit Libyen im Kontext des Nahen Ostens.

## Karriere
Polat arbeitete als Zollberater und engagierte sich aktiv in der Politik. In der Republikanischen Volkspartei (CHP) war er als Stadtteilvertreter tätig. Im Jahr 2010 wurde er auf dem CHP-Kreisparteitag in Bornova in den Kreisvorstand gewählt und übernahm dort die Verantwortung für IT sowie als stellvertretender Kreisvorsitzender für Organisationsangelegenheiten. Auf dem 35. ordentlichen Parteikongress der Republikanischen Volkspartei am 16. Januar 2016 sowie auf dem 36. ordentlichen Parteikongress am 5. Februar 2018 wurde er in das Hohe Disziplinarkomitee (YDK) gewählt. Bei den Parlamentswahlen vom 28. Juni 2018 wurde er als Abgeordneter der 27. Legislaturperiode für den Wahlkreis Izmir II in die Große Nationalversammlung der Türkei gewählt. Beim 37. ordentlichen Parteikongress der CHP wurde er mit 796 Stimmen erneut als Spitzenkandidat in das Hohe Disziplinarkomitee gewählt – bereits zum dritten Mal.
Polat ist Mitglied der parlamentarischen Freundschaftsgruppen Türkei–Uganda, Türkei–Finnland und Türkei–Demokratische Republik Kongo.
Darüber hinaus war er an zahlreichen bedeutenden beruflichen und sozialen Solidaritätsprojekten beteiligt.

## Privatleben
Polat spricht Englisch auf mittlerem Niveau, ist verheiratet und Vater zweier Kinder.